# Zybex
Zybex ist ein von Zeppelin Games entwickeltes horizontales Shoot ’em up für ein oder zwei Spieler. Es erschien 1988 für Atari-8-Bit-Rechner, C64 und ZX Spectrum.

## Spielprinzip
Der Spieler verkörpert einen Rebellen im Raumanzug, schießt sich seinen Weg durch die feindlichen Formationen und muss vom Ende jedes Levels einen Kristall finden, den der Endgegner hat.

### Spielverlauf
Das Spielfeld scrollt seitwärts und befindet sich wechselnd auf der Oberfläche oder in einer Höhle. Die Gegner greifen in Formationen an. Abgeschossene Gegner lassen mitunter Score-Tokens, Leben und Waffenausbau-Tokens zurück. Zwei Spieler können gleichzeitig spielen.

### Waffen
Es gibt fünf verschiedene Waffen, darunter einen Vorwärtsschuss, Bolzen oder Schrägschüsse. Eine Waffe kann bis maximal zur vierten Stufe ausgebaut werden. Während des Spiels kann man beliebig mit dem Feuerknopf die vorher eingesammelten Waffen wechseln. Das eingebaute Autofire legt die Betonung auf das Ausweichen und Zielen. Beim Tod verliert man eine Waffenausbaustufe.

### Level
Wenn man das erste der 16 Levels geschafft hat, kann man das nächste Level aus einer Liste auswählen. Für die letzten drei Levels allerdings muss man alle vorherigen Levels geschafft haben.

## Grafik
Obwohl das Spiel auf dem Atari nur eine Auflösung von 160 × 96 Pixeln hat, sind die Grafiken sehr stimmungsvoll.

## Entwicklungsteam Atari 800
Die Entwickler für den Atari 800 waren:
- Programmierung: Kevin Franklin
- Grafik: Michael Owens
- Musik: Adam Gilmore (Gizmo)

## Kritiken
„Auch Sie werden es erleben: Wenn Sie »Zybex« spielen, bekommt Sie so schnell keiner mehr vom Monitor weg. Das Game macht süchtig [...]“